# Екзогамія
Екзога́мія (дав.-гр. ἔξω — «зовні, поза» + γάμος — «шлюб») — це практика шлюбів поза межами окресленої групи (роду, племені, родини), до якої людина належить. На додаток до кровних родичів, заборона може стосуватись також членів специфічної тотемної чи іншої групи.
Протилежністю екзогамії є ендогамія.
Найпоширенішу теорію, що пояснює походження екзогамії, запропонував Едвард Вестермарк, він пояснює її виникнення острахом перед інцестом. З погляду генетики, наслідком уникнення шлюбів між близькими родичами є зменшення кількості деяких спадкових хвороб. Вчений Мак-Леннан у праці «Первісний шлюб» (1886 р.) пояснює екзогамію недостатньою кількістю жінок через вбивство новонароджених дівчат.
Екзогамія — одна з норм первісного права, що накладала заборону на шлюби й навіть на статеве спілкування у межах певного роду. Однак екзогамія роду була невіддільною від ендогамії племені. Екзогамію було заборонено в дуже вузьких межах (батько й дочка, мати та син, брат та сестра), але зобов'язувала до шлюбів між дітьми братів та сестер, тобто — між вельми близькими кровними родичами. У деяких племен шлюб поза межами племені навіть заборонявся. Отож, мабуть, родова екзогамія була скоріш за все, засобом зміцнення племінної ендогамії. Це фактично був спонтанно і безсвідомо відшуканий засіб висування на історичну авансцену племені як історичної спільності людей. Тим самим було зроблено історичний крок у напрямі інтеграції людства через його диференціацію.
Серед сучасних дослідників історії сім'ї можна виділити різні погляди на походження екзогамії: 1) вона виникла внаслідок того, що від шлюбів між кровними родичами народжувались неповноцінні діти; 2) життя вимагало розширити соціальні контакти, мати зв'язки з іншими людськими об'єднаннями; 3) таким шляхом можна було досягнути встановлення в межах роду соціального миру, тому що статеві стосунки та конфлікти, що їх супроводжували, виносилися за його межі.